# 林文炳
林文炳，字质侯。福建福清人，清朝政治人物、同進士出身。

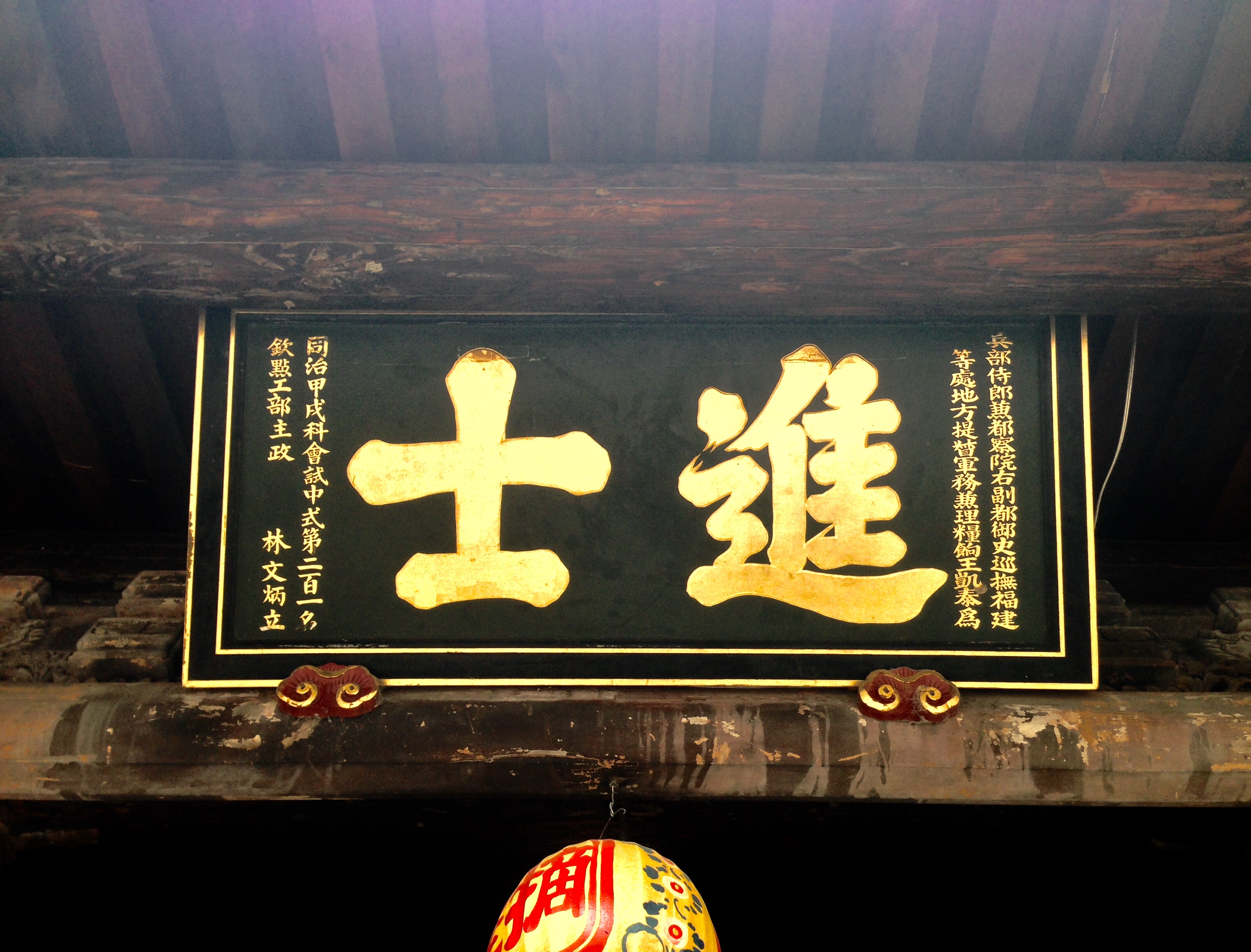
台中市文化資產摘星山莊林文炳進士匾

## 生平
同治十三年（1874年）甲戌科進士，三甲六十七名，曾官苏州府知府。